# Municipio de Packard Springs
El municipio de Packard Springs (en inglés: Packard Springs Township) es un municipio ubicado en el condado de Carroll en el estado estadounidense de Arkansas. En el año 2010 tenía una población de 735 habitantes y una densidad poblacional de 7,95 personas por km².

## Geografía
El municipio de Packard Springs se encuentra ubicado en las coordenadas 36°20′27″N 93°48′15″O / 36.34083, -93.80417. Según la Oficina del Censo de los Estados Unidos, el municipio tiene una superficie total de 92.48 km², de la cual 84,85 km² corresponden a tierra firme y (8,25 %) 7,62 km² es agua.

## Demografía
Según el censo de 2010, había 735 personas residiendo en el municipio de Packard Springs. La densidad de población era de 7,95 hab./km². De los 735 habitantes, el municipio de Packard Springs estaba compuesto por el 96,6 % blancos, el 0,82 % eran afroamericanos, el 0,68 % eran amerindios, el 0,54 % eran asiáticos y el 1,36 % eran de una mezcla de razas. Del total de la población el 0,27 % eran hispanos o latinos de cualquier raza.